# 광야의 표창잡이
"광야의 표창잡이"는 1970년 공개된 대한민국의 영화이다.

## 배역
- 오영일
- 박노식
- 윤정희